# WorldCom
WorldCom était une entreprise de télécommunication américaine fondée en 1983, qui a fait une faillite retentissante en 2002.

## Histoire
Le Canadien Bernard Ebbers, ancien entraîneur de basket-ball et gérant de motels, décide en 1983 de créer avec trois amis une société spécialisée dans la revente à bas prix de minutes de communications longue distance, basée au Mississippi et nommée LDDS. Son introduction en Bourse date de 1989.

### Les grandes acquisitions
En 1992, LDDS achète Advanced Telecommunications pour devenir le quatrième opérateur longue distance aux États-Unis puis, en 1994, IDB WorldCom, qui donne son nom au groupe. En 1995, c'est le tour de UUNET.
En novembre 1997, WorldCom parvient à racheter MCI, qui réalise alors un chiffre d'affaires trois fois supérieur à celui de WorldCom. La transaction, 37 milliards de dollars, est alors un prix record pour un rachat d'entreprise. WorldCom l'emporte sur British Telecom qui avait signé, pour la fin 1997, un accord de mariage avec MCI, dont il possédait 20 %. MCI-WorldCom devient ainsi le deuxième opérateur de télécommunications longue distance aux États-Unis, derrière le leader mondial AT&T.
En octobre 1999, l'action WorldCom atteint son plus haut niveau historique, à 64,5 dollars, mais le groupe échoue dans la tentative de rachat de Sprint Nextel, pour 129 milliards de dollars (rachat des dettes inclus), en raison de l'opposition des autorités de la concurrence.

### La faillite de 2002
Lors de l'été 2002, l'image de cette entreprise est gravement ternie par le scandale des manipulations comptables. Elle devient emblématique de la polémique des années 2000 sur les stock-options. En 2001 et 2002, l'opérateur avait en effet déclaré près de 11 milliards de dollars de revenus totalement fictifs. À la suite de cette découverte, l'action de WorldCom baisse de 90 % le lundi 1er juillet 2002—la cotation de l'action avait été suspendue au Nasdaq du 26 juin jusqu'au 1er juillet.
Le 14 avril 2003, WorldCom U.S remet son plan de réorganisation au tribunal des faillites des États-Unis. La société a choisi de changer de nom pour adopter celui de MCI, marquant ainsi un tournant dans son histoire et symbolisant également tous les changements intervenus dans sa politique et sa gestion. MCI a été racheté par son concurrent Verizon en janvier 2006.

### Les condamnations
Par le biais des stock-options, les dirigeants de la société se sont enrichis de manière spectaculaire sans que ces gains reposent sur les bénéfices d'exploitation, mais uniquement sur le gonflement des cours boursiers.
Bernard Ebbers, ancien président de WorldCom et à l'origine de la transformation du groupe en géant des télécoms, est condamné le 13 juillet 2005 à 25 ans de prison pour avoir orchestré la plus importante fraude comptable de l'histoire américaine, qui a conduit à la faillite du groupe avec 41 milliards de dettes. Scott Sullivan, le directeur financier de WorldCom, est condamné à cinq ans de prison.